# 美國陸軍第172步兵旅
第172步兵旅（英語：172nd Infantry Brigade）是美國陸軍的步兵部隊，曾參與第一次世界大戰和第二次世界大戰，冷戰時期駐紮在阿拉斯加，也參與過伊拉克自由行動和持久自由行動。